# Eusebio Reffi
Eusebio Reffi ist ein Politiker aus San Marino, der unter anderem zwei Mal (1964, 1970) Capitano Reggente war.

## Leben
Eusebio Reffi war als Nachfolger von Pio Domenico Galassi zwischen dem 1. August 1963 und dem 29. Oktober 1964 Gesundheitsminister (Deputato per l’Igiene e la Sanità) im zwölften Kabinett. Er war gemeinsam mit Marino Benedetto Belluzzi vom 1. April bis zum 1. Oktober 1964 erstmals Capitano Reggente und damit einer der beiden kollegial amtierenden gleichberechtigten Staatsoberhäupter von San Marino.
Reffi wurde am 7. September 1969 für die Unabhängige Demokratische Sozialistische Partei PSDIS (Partito Socialista Democratico Indipendente Sammarinese) Mitglied des Großen und Allgemeinen Rates (Consiglio Grande e Generale) und gehörte diesem in der 18. Legislaturperiode bis zum 8. September 1974 an. Im 15. Kabinett fungierte er vom 6. November 1969 bis zu seiner Ablösung durch Stelio Montironi am 17. Februar 1971 im 15. Kabinett als Minister für Soziale Sicherheit, Hygiene, Gesundheit und Wohlfahrt (Deputato per la Sicurezza Sociale, l’Igiene e la Sanità e la Previdenza). Zusammen mit Francesco Valli bekleidete er des Weiteren vom 1. April bis zum 1. Oktober 1970 zum zweiten Mal das Amt des Capitano Reggente.

## Hintergrundliteratur
- Fabio Foresti: Quella nostra sancta libertà. Lingue, storia e società nella Repubblica di San Marino, Biblioteca e ricerca, Quaderni della Segretaria di Stato per la Pubblica Istruzione, Affari Sociali, Istituti Culturali e Giustizia 6. Aiep, San Marino 1998, ISBN 88-86051-66-2
- Domenico Gasperoni: I Governi di San Marino. Storia e personaggi, AIEP Editore, Serravalle 2015, ISBN 978-88-6086-118-4